# Hoya weebella
Hoya weebella är en oleanderväxtart som beskrevs av Kloppenb.. Hoya weebella ingår i släktet Hoya och familjen oleanderväxter. Inga underarter finns listade i Catalogue of Life.